# O Jardim de Darwin
O jardim de Darwin (em inglês: Darwin's Garden)     

## Episódios
Primeiro episódio: Mostra diversas experiências, e investigações feitas antes da publicação do livro A Origem das Espécies.
Segundo episódio: Aborda diversas experiências realizadas após a publicação do livro. 
Terceiro episódio: Descreve as teorias de Charles Darwin, sobre a evolução humana no final de sua carreira, e também suas conclusões.